# الصحة في كوريا الشمالية

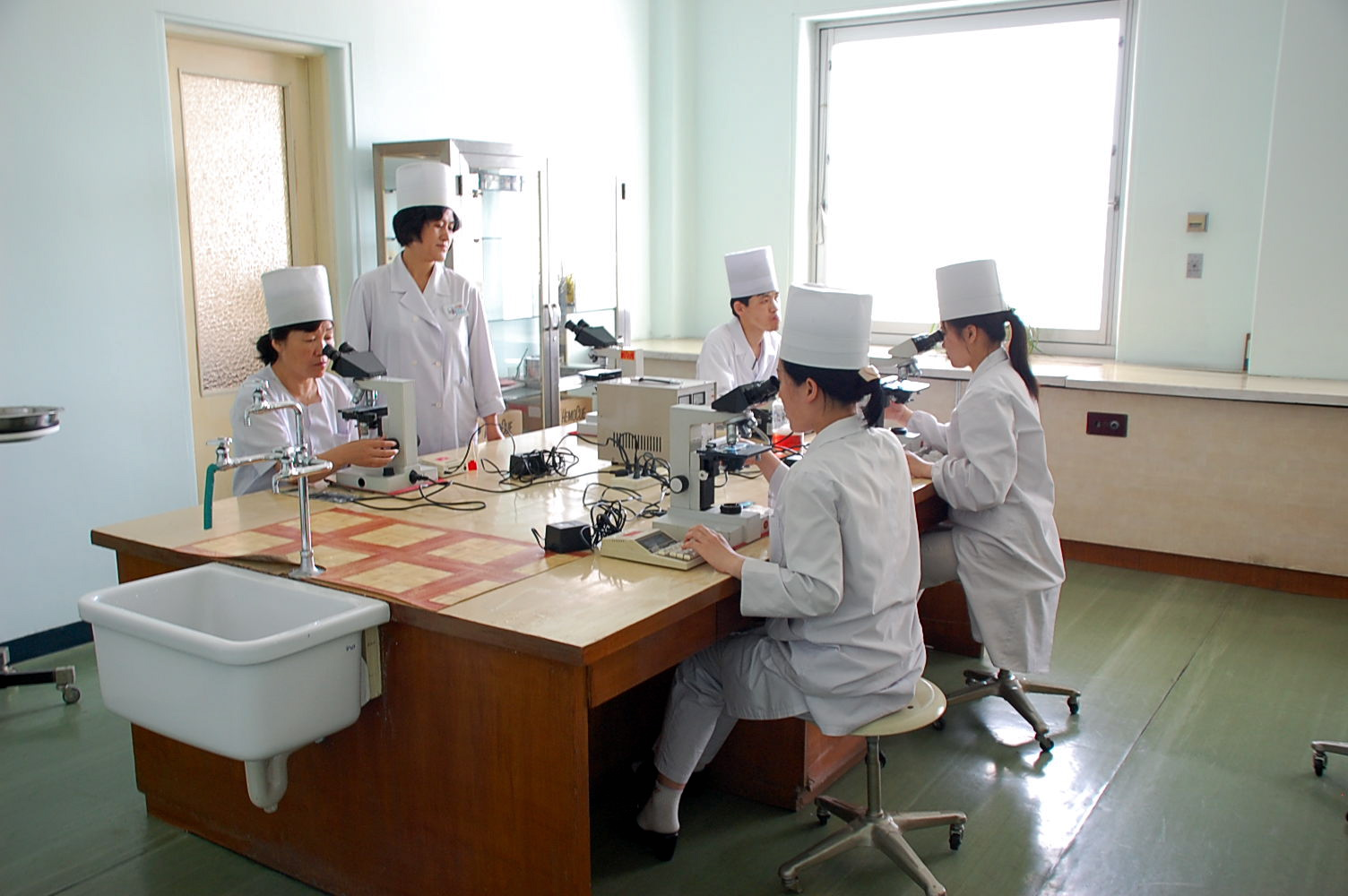
موظفو مستشفى الولادة في بيونغ يانغ

يبلغ متوسط العمر المتوقع لكوريا الشمالية 71.69 عامًا اعتبارًا من 2016 بينما تم تصنيف كوريا الشمالية كدولة ذات دخل منخفض، ومع ذلك فهيكل أسباب الوفيات في كوريا الشمالية (2013) مختلف عن العديد من البلدان ذات الدخل المنخفض. بدلاً من ذلك، فهي أقرب إلى المتوسطات في جميع أنحاء العالم، حيث تمثل الأمراض غير المعدية - مثل أمراض القلب والأوعية الدموية - ثلثي إجمالي الوفيات.
ذكرت دراسة أجريت عام 2013 أن أكبر عقبة أمام فهم الوضع الصحي في كوريا الشمالية هي الافتقار إلى صحة وموثوقية البيانات الصحية.

## البنية التحتية للقطاع الصحي
تشمل الرعاية الصحية في كوريا الشمالية نظامًا طبيًا وطنيًا للتأمين الصحي. تقدم حكومة كوريا الشمالية رعاية صحية شاملة لجميع المواطنين.
يتم تقديم الخدمات الصحية الكورية الشمالية مجانًا.  في عام 2001، أنفقت كوريا الشمالية 3٪ من الناتج المحلي الإجمالي على الرعاية الصحية. ابتداءً من الخمسينيات، ركزت كوريا الشمالية اهتمامًا كبيرًا على الرعاية الصحية، وبين عامي 1955 و 1986م، زاد عدد المستشفيات من 285 إلى 2,401، وعدد العيادات   - من 1,020 إلى 5644. تتوفر الرعاية الصحية الخاصة بشكل رئيسي في المدن،  حيث الصيدليات شائعة أيضًا.  الأدوية الأساسية متوفرة جيدًا.  توجد مستشفيات مرتبطة بالمصانع والمناجم.
بنيت معظم المستشفيات الموجودة اليوم في الستينيات والسبعينيات.  أثناء حكم كيم إيل سونغ، بدأت برامج الفحص الصحي الإجباري والتحصين الفعالة.  يمكن أن تدعم البلاد مجموعة كبيرة من الأطباء بسبب انخفاض رواتبهم. كما أن عدد الأطباء هناك مرتفع بمقابل نقص في عدد الممرضات، مما يعني أن الأطباء غالباً ما يضطرون لتأدية العديد من الإجراءات الروتينية بأنفسهم. البنية التحتية الطبية فعالة إلى حد ما في الطب الوقائي، ولكن أقل من حيث علاج الحالات الأكثر تطلبا.  منذ عام 1979، تم التركيز أكثر على الطب التقليدي الكوري، استنادًا إلى العلاج بالأعشاب والوخز بالإبر، كما تم إطلاق شبكة وطنية للتطبيب عن بُعد في عام 2010. تربط هذه الشبكة مستشفى كيم مان يو في بيونغ يانغ بعشرة مرافق طبية في المقاطعة.
عانى نظام الرعاية الصحية في كوريا الشمالية من انخفاض حاد منذ التسعينيات بسبب الكوارث الطبيعية والمشاكل الاقتصادية ونقص الغذاء والطاقة. بحلول عام 2001م، كانت العديد من المستشفيات والعيادات في كوريا الشمالية تفتقر إلى الأدوية والمعدات والمياه الجارية بسبب الحصار الاقتصادي الذي تفرضه الولايات المتحدة والمجتمع الدولي. كان نقص الكهرباء هو المشكلة الأكبر. حتى عند توفر المعدات المتطورة، فإنها تكون عديمة الفائدة إذا كانت الكهرباء غير متوفرة. تحتوي بعض المنشآت على مولدات متوفرة لتلبية الطلب أثناء انقطاع التيار الكهربائي. 
في عام 2010، وصفت منظمة الصحة العالمية (WHO) نظام الرعاية الصحية هناك بأنه «موضع حسد للعالم النامي» مع الاعتراف بأن «التحديات لا تزال قائمة، بما في ذلك ضعف البنية التحتية، ونقص المعدات، وسوء التغذية ونقص الأدوية». انتقدت منظمة الصحة العالمية تقريرًا سابقًا لمنظمة العفو الدولية وصف «المستشفيات التي تعمل بالكاد» بأنها عفا عليها الزمن وغير دقيقة في الواقع.

## الحالة الصحية

### متوسط العمر المتوقع
يبلغ متوسط العمر المتوقع في كوريا الشمالية 71.69 عامًا (اعتبارًا من 2016). بناءً على التوزيع الجنساني لعام 2009، فقد بلغ متوسط العمر المتوقع للإناث 72.8 سنة و 64.9 سنة للذكور 
| الفترة    | متوسط العمر المتوقع بالسنوات | الفترة    | متوسط العمر المتوقع بالسنوات |
| --------- | ---------------------------- | --------- | ---------------------------- |
| 1950-1955 | 37.6                         | 1985-1990 | 68.6                         |
| 1955-1960 | 49.9                         | 1990-1995 | 70.0                         |
| 1960-1965 | 51.6                         | 1995-2000 | 63.5                         |
| 1965-1970 | 57.2                         | 2000-2005 | 68.1                         |
| 1970-1975 | 61.7                         | 2005-2010 | 68.4                         |
| 1975-1980 | 65.0                         | 2010-2015 | 70.8                         |
| 1980-1985 | 67.1                         |           |                              |

المصدر: التوقعات السكانية العالمية للأمم المتحدة 

### سوء التغذية
خلال التسعينيات من القرن الماضي، دمرت كوريا الشمالية بسبب المجاعة، مما تسبب في وفاة ما بين 500000 إلى 3 ملايين شخص. لا يزال نقص الغذاء مستمرًا اليوم، مع وجود عوامل مثل سوء الأحوال الجوية ونقص الأسمدة وانخفاض التبرع الدولي مما يعني أن الكوريين الشماليين ليس لديهم ما يكفي من الطعام. وجدت دراسة أجريت على الكوريين الشماليين في عام 2008م أن ثلاثة أرباع المجيبين قللوا من استهلاكهم الغذائي. الفقر المدقع هو أيضًا عامل من عوامل الجوع التي يواجهها الشعب الكوري الشمالي، حيث يعيش 27٪ من السكان تحت أو أقل من خط الفقر المطلق الذي يقل عن دولار واحد في اليوم.
هذه النقص في الغذاء سبب عددا من أمراض سوء التغذية. وجد تقرير لليونيسيف لعام 2009م أن كوريا الشمالية كانت «واحدة من 18 دولة لديها أعلى معدل انتشار للتقزم (المعتدل والشديد) بين الأطفال دون سن الخامسة». ووجدت دراسة استقصائية في عام 2017 أن أقل من 20 ٪ من الأطفال الكوريين الشماليين يعانون من التقزم، وهذه النسبة تعتبر انخفاضًا لما كانت عليه في 2009م، 32 ٪.

### الصرف الصحي
وجدت دراسة استقصائية أجريت في عام 2017م أن معظم الناس قادرون على استخدام المراحيض، ولكن 93 ٪ من مرافق الصرف الصحي لم تكن متصلة بشبكة الصرف الصحي. بدلا من ذلك، تم استخدام النفايات البشرية كسماد في الحقول، مما يخلق مخاطر صحية محتملة لنشر الديدان المعوية. ووجد المسح أيضا أن ربع الناس يستهلكون مياه الشرب ملوثة.

### طب العيون
في عام 2006، سُمح للأستاذ غيرد أوفارث من مستشفى جامعة هايدلبرغ للعيون في ألمانيا بزيارة البلاد. وهو واحد من الجراحين الغربيين القلائل الذين أجروا جراحة العيون في كوريا الشمالية. قبل وصوله إلى بيونغ يانغ، أُذن له بإجراء خمس عمليات جراحية فقط، ولكن بمجرد وصوله إلى المستشفى الجامعي، وجد أنه قادر على إجراء سبعة عشر عملية جراحية: تثقيب القرنية باستخدام نسيج متبرع أحضره من ألمانيا وثلاثة عمليات زرع للقرص داخل العين ثلاثة عشر إجراءات لاستحلاب العدسات. أجريت جميع الإجراءات مع التخدير الموضعي الذي تم إحضاره من ألمانيا. وقد تحدث عن تجربته في عام 2011 في مقطع فيديو بعنوان «طب العيون خلف الستار الحديدي: جراحة الساد في كوريا الشمالية»، قائلاً إن الظروف الاقتصادية أدت إلى كثير من الارتجال - خاصة بسبب عدم وجود أجهزة طبية قابلة للاستهلاك لكنه علق على ذلك بمجرد أن يتكيف الجراح مع هذه البيئة الفريدة من نوعها، فيمكن للتدريس والعمل السريري أن يكون فعالا للغاية ومرضيا لكل من الجراح والمريض. ونتيجة لهذه الزيارة، في عام 2007 سمح لجراحين من كوريا الشمالية بزيارة هايدلبرغ لمدة ستة أشهر، والحصول على تدريب مكثف في جراحة الساد.
طبيب عيون أجنبي آخر زار كوريا الشمالية لإجراء عملية جراحية هناك، هو ساندوك ريت من نيبال. درب معهد تيلجانجا النيبالي لطب العيون أطباء كوريا الشمالية.

### الأمراض غير المعدية
تعد أمراض القلب والأوعية الدموية كأحد أكبر الأمراض المسببة للوفاة في كوريا الشمالية (2013). الأسباب الثلاثة الرئيسية للوفاة في كوريا الشمالية هي أمراض القلب الإقفارية (13 ٪)، والتهابات الجهاز التنفسي السفلي (11 ٪) وأمراض الأوعية الدماغية (7 ٪).
تشمل عوامل خطر الأمراض غير المعدية في كوريا الشمالية ارتفاع معدلات التحضر، ومجتمع الشيخوخة، وارتفاع معدلات التدخين وتعاطي الكحول بين الرجال.
حوالي 54.8 ٪ من جميع الذكور البالغين في كوريا الشمالية يدخنون في المتوسط 15 سيجارة في اليوم. انتشار التدخين أعلى قليلاً بين السكان العاملين في المناطق الحضرية من السكان المزارعين. بين الرجال، تم الإبلاغ عن ارتفاع معدل استهلاك الكحول المفرط، والذي حددته منظمة الصحة العالمية على أنه استهلاك أكثر من زجاجة واحدة، لكل جلسة، لكل شخص (26.3 ٪ من الذكور) 

### صحة الأسنان

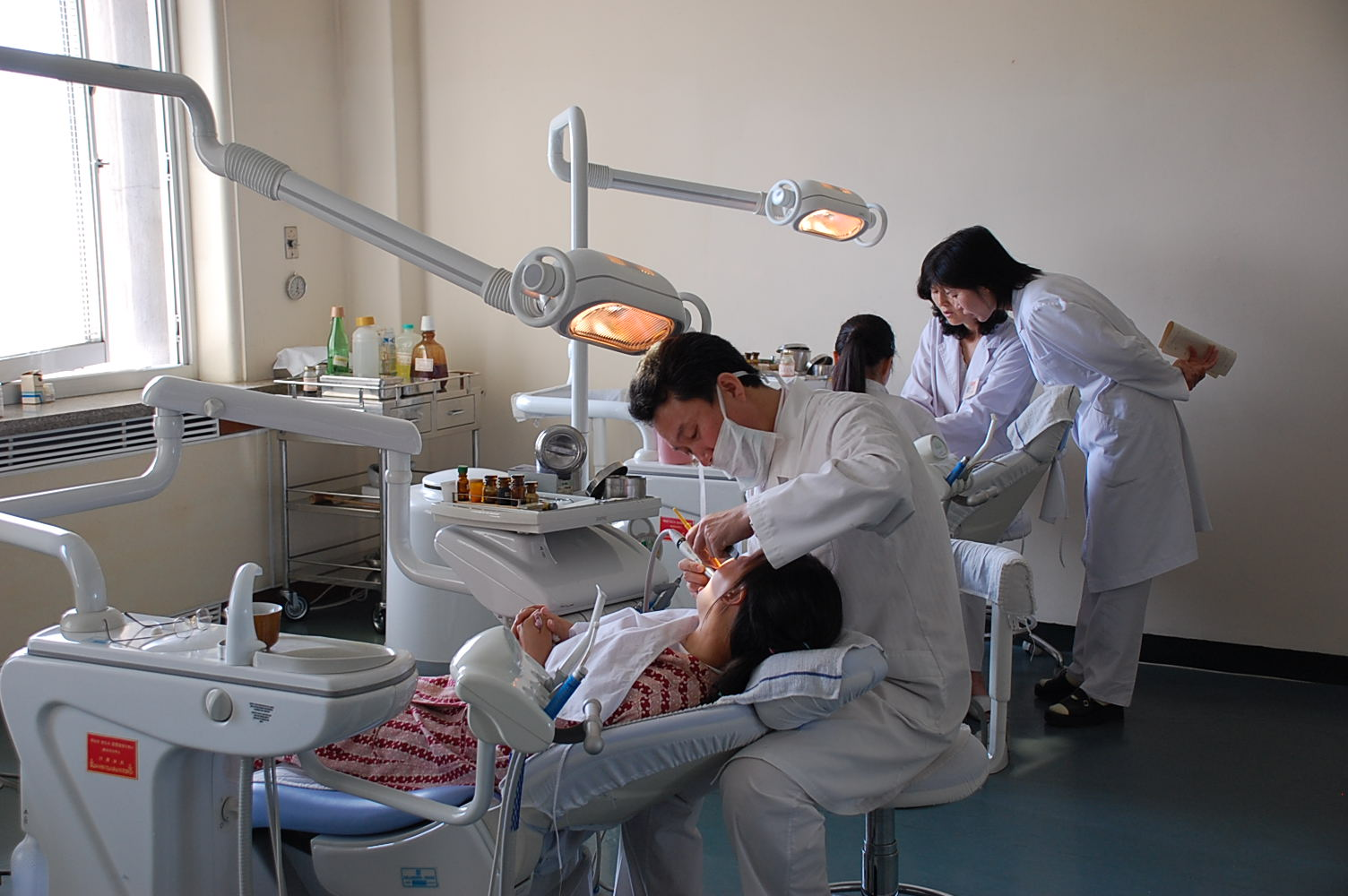
عيادة الأسنان في مستشفى بيونغ يانغ للأمومة

في الماضي، لم يكن لدى الكوريين الشماليين العديد من المشكلات المتعلقة بصحة الأسنان لأن نظامهم الغذائي لم يتضمن الكثير من السكريات.  منذ 2000، تم إدخال السكر في الوجبات الغذائية على شكل حلوى ووجبات خفيفة حلوة، وخاصة في المناطق الحضرية. ومعجون الأسنان لا يستخدم هناك بانتظام. 

### الأمراض المعدية
في عام 2003م، تم وصف الأمراض المعدية، مثل السل والملاريا والتهاب الكبد الوبائي ب، بأنها متوطّنة في كوريا الشمالية. يقدر أن 4.5 ٪ من الكوريين الشماليين أصيبوا بالتهاب الكبد ب في عام 2003م.
في عام 2010م، ذكرت منظمة العفو الدولية أن كوريا الشمالية تعاني من وباء السل، حيث أصيب 5٪ من السكان بهذا المرض. وعلل هذا ب«التدهور العام في الحالة الصحية والتغذوية للسكان وكذلك ضعف خدمات الصحة العامة».
في عام 2010م، تم الإبلاغ عن أن الإصابات التي تسبب الالتهاب الرئوي والإسهال هي الأسباب الرئيسية لوفاة الأطفال. في عام 2009م، تم تقييم ثلث الأطفال في سن الدراسة في كوريا الشمالية على أنهم يعانون من الأمراض التي تسببها الطفيليات المعوية.

#### فيروس نقص المناعة البشرية / الإيدز
لقد أكدت الحكومة دائمًا أن كوريا الشمالية خالية تمامًا من مرض الإيدز. وفقا لبرنامج الأمم المتحدة المشترك لمكافحة الإيدز، فإن أقل من 0.2 ٪ من السكان البالغين في كوريا الشمالية أصيبوا بفيروس نقص المناعة البشرية في عام 2006م. في عام 2018م، أعلن مكتب منظمة الصحة العالمية في كوريا الشمالية أن لم يتم الإبلاغ عن أي حالات إصابة بفيروس نقص المناعة البشرية في البلاد.
وجدت دراسة أجريت في عام 2002م أن كلا من الرجال والنساء قد تلقوا تعليماً معقولاً حول فيروس نقص المناعة البشرية / الإيدز. أكثر من ثلثيهم يعرفون طرق تجنب فيروس نقص المناعة البشرية / الإيدز، ولم يكن هناك سوى القليل من المفاهيم الخاطئة. ومع ذلك، وفقًا لصندوق السكان التابع للأمم المتحدة في عام 2001م، لم يكن لدى موظفي المستشفى سوى وعي محدود. كما عدّ العاملين هناك السفر عبر الحدود إلى الصين كأحد العوامل المسببة للمرض.
في عام 2011م، أنفقت كوريا الشمالية مليون دولار على الوقاية من فيروس نقص المناعة البشرية، مع أرقام مماثلة في السنوات السابقة.  نفس العام، تلقت كوريا الشمالية 75000 دولار من المساعدات الدولية لمكافحة فيروس نقص المناعة البشرية / الإيدز.  في عام 2006م، وجدت نقاط اختبار وعيادات،  ولكن لم يكن من المتوفر أي علاج مضاد للفيروسات القهقرية.
لدى كوريا الشمالية قوانين عقابية تتعلق ببعض السكان المعرضين لخطر الإصابة بفيروس نقص المناعة البشرية / الإيدز. ووفقًا لبرنامج الأمم المتحدة المشترك المعني بفيروس نقص المناعة البشرية / متلازمة نقص المناعة المكتسب (الإيدز)، فإن هذه القوانين يمكن أن تُوصم المصابين بفيروس نقص المناعة البشرية / الإيدز وتعيق علاجهم. كوريا الشمالية تجرم تجارة الجنس. بعض الجرائم المتعلقة بالمخدرات هي جريمة كبيرة. من ناحية أخرى، لا يخضع متعاطي المخدرات للاحتجاز الإلزامي. الجنس بين موافقة الذكور البالغين ليس غير قانوني. وتقوم كوريا الشمالية بترحيل الزوار عند اكتشاف حالة الإصابة بفيروس نقص المناعة البشرية. 

## روابط خارجية
- منظمة الصحة العالمية كوريا
- منظمة الصحة العالمية ملف كوريا
- جمهورية التعاون القطري الشعبية الديمقراطية استراتيجية منظمة الصحة العالمية لكوريا (نسخة محفوظة 8 April 2013 at WebCite)
- الصحة في كوريا الشمالية على مشروع الدليل المفتوح
- The Public Health Law of the Democratic People's Republic of Korea: Adopted at the Fourth Session of the Sixth Supreme People's Assembly of the Democratic People's Republic of Korea 3 April, 1980 (PDF). مؤرشف من الأصل (PDF) في 2016-09-24.